# The Tourniquet
The Tourniquet — третій та другий за успішністю студійний альбом норвезького співака та композитора Евена Йохансена.

## Список композицій
1. «Hold On» — 5:00
2. «Duracellia» — 4:01
3. «The Pacemaker» — 5:06
4. «Believe» — 3:37
5. «All You Ask» — 4:07
6. «Deadlock» — 4:04
7. «Fall At Your Feet» — 3:27
8. «Blow By Blow» — 3:59
9. «Miss Her So» — 3:41
10. «Jaws» — 3:34
11. «This Bird Can Never Fly» — 3:16

## Сингли
У вигляді окремих синглів вийшли такі композиції:
- «Hold On» в синглі Hold On
- «Fall At Your Feet» в синглі Fall At Your Feet